# シクロヘキシルベンゼン
シクロヘキシルベンゼン（英: Cyclohexylbenzene）は、芳香族炭化水素である。フェニルシクロヘキサン（英: Phenylcyclohexane）とも呼ばれる。ベンゼンとシクロヘキサンが共有結合したもので、ビフェニルのベンゼン環の一方が水素化によりシクロヘキサン環となったものとも捉えられる。常温では芳香のある透明な液体である。消防法に定める第4類危険物 第3石油類に該当する。

## 製造
パラジウムなどの触媒の存在下でベンゼンを水素と共に加熱し、次にベンゼンをアルキル化してシクロヘキシルベンゼンを形成する。この方法では副生成物としてシクロヘキサン及びメチルシクロペンタンが生じる。
ビフェニルの部分的水素化によっても製造できる。

## 用途
フッ化シクロヘキシルベンゼンは、リチウムイオン二次電池の過充電防止剤として利用される。リチウム塩を溶解させた電解液にフッ化シクロヘキシルベンゼンを添加すると、過充電時に自身が酸化されることにより過充電の進行を止めることができる。
フェニルシクロヘキサン系は液晶に使用される。